# Хаггард (фильм)
Хаггард (англ. Haggard: The Movie) — американский независимый комедийный фильм 2003 года, основанный на истории о том, как девушка героя реалити-шоу Райана Данна, возможно, изменила ему. Фильм финансировал, режиссировал и продюсировал коллега и давний друг Данна по франшизе «Чудаки» Бэм Марджера.

## Сюжет
Главный герой фильма Райан (Райан Данн) опустошен и подавлен после того, как его девушка Глаурен (Дженн Ривелл) расстается с ним. Райан считает, что она встречается с другим, и несколько раз пытается дозвониться до Глаурен, на что она, наконец, отвечает ему и сообщает, что на самом деле встречается с человеком по имени Хеллбой (Рэйк Йон), но отрицает, что спит с ним; однако Райан не верит ей. Он бежит в местную кофейню, где находит своего друга Вало (Бэм Марджера), чтобы объяснить, что произошло.

## В ролях
- Райан Данн — Райан
- Бэм Марджера — Вало
- Дженн Ривелл — Глориен
- Брэндон Дикамилло — Фалкон / Таксист / Ведущий конкурса / Участник группы Gnarkill
- Тони Хоук — полицейский
- Рэйк Йон — Хеллбой
- Винсент Марджера — Дон Вито / Судья конкурса
- Крис Рааб — Рааб
- CKY (с Брэндоном Дикамилло) — Gnarkill
- Брэндон Новак — Дули
- Джесс Марджера — Зависимый от тетриса
- Дэвид ДеКертис — голый Дэйв
- Баки Ласек — скейтер в сцене погони
- Фил Марджера — толстяк с арбузом / владелец булочной
- Джейсон Эллис — Кактус в магазине звукозаписи
- Мисси Ротштейн — Бет
- Энджи Кутурик — Хизер
- Оливия Хэммонд — Эли
- Эйприл Марджера — леди в кофейне[3]